# Squadrone 201
Lo Squadrone Aereo di Combattimento 201 o semplicemente Squadrone 201, è una unità messicana di combattimento aereo che partecipò alla Seconda guerra mondiale come parte della Fuerza Aérea Expedicionaria Mexicana (FAEM). Lo Squadrone fu inquadrato nel 58th Operations Group del Fifth Air Force dell'aviazione statunitense (sigla all'epoca USAAF). Lo Squadrone combatté principalmente sul fronte dell'Oceano Pacifico contro l'Impero giapponese e prese parte alla importante battaglia di Luzon nelle Filippine nell'estate 1945 e si distinse nelle operazioni di ricognizione e bombardamento delle posizioni giapponesi nelle Filippine e a Formosa.
Lo Squadrone era noto con il soprannome di "Aquile Azteche" (Águilas Aztecas), apparentemente coniato dai membri dello stesso durante l'allenamento.
La stazione Metro Escuadrón 201 della Linea 8 della Metropolitana di Città del Messico è così chiamata in onore dell'omonima squadriglia, che fece anche da soggetto per l'omonimo film messicano Escuadrón 201 diretto da Jaime Salvador e distribuito nel 1945. Il 22 novembre 2004 lo Squadrone fu premiato con la Legion d'Onore filippina con un rango di Legionario dalla presidente Gloria Macapagal-Arroyo. L'unità è tuttora attiva e formata da aerei Pilatus PC-7.

## Provocazione bellica
Anche se all'inizio della seconda guerra mondiale il Messico era rimasto neutrale, nel maggio 1942, le navi messicane che rifornivano di petrolio gli Stati Uniti d'America furono attaccate nelle acque del Golfo del Messico da sottomarini tedeschi che silurarono e affondarono le petroliere Potrero del Llano, il 13, di fronte alle coste della Florida e il Faja de Oro, il 20.
A causa di queste aggressioni, il 28 maggio il Presidente della Repubblica, il generale Manuel Ávila Camacho, chiese al Congresso di dichiarare guerra alle Potenze dell'Asse (Germania, Giappone e Italia). Il governo messicano, dopo aver valutato la situazione economica e militare del Paese, decise di contribuire allo sforzo bellico Alleato inviando un contingente la cui prestazione fu significativa, senza rappresentare un alto costo umano ed economico. Il Messico e il Brasile furono gli unici due Paesi dell'America Latina a inviare effettivamente forze militari all'estero.
Continuarono gli attacchi alle petroliere messicane; la Tuxpam fu attaccata il 26 giugno 1942, Las Choapas il 27 giugno, l' Oaxaca il 27 luglio e l'Amatlán il 4 settembre.
Nel frattempo, sulle città messicane c'erano finti bombardamenti e black out prolungati, e fu istituito il Servizio Militare Nazionale obbligatorio e con gli Stati Uniti fu siglato un accordo che prevedeva l'invio di lavoratori messicani nei campi agricoli e nelle fabbriche per compensare la mancanza di manodopera a causa del corrispondente reclutamento statunitense.

## Addestramento
Una riforma costituzionale creò il 10 febbraio 1944 la Fuerza Aérea Mexicana (FAM), la quale fu integrata al Arma de Aviación Militar dell'Esercito messicano. In seguito, l'8 marzo, il Presidente annunciò l'intenzione di inviare truppe al fronte di guerra e durante il mese di luglio fu formato il Grupo de Perfeccionamento Aeronáutico, integrando 299 elementi provenienti da diverse unità alle dipendenze dell'esercito, compresi civili del Dipartimento dei Materiali di Guerra, da essere inviati in addestramento negli Stati Uniti. Era una piccola unità, con una grande potenza di fuoco e quasi autosufficiente. Naturalmente, i migliori piloti dell'aeronautica furono selezionati per formare la scala di volo del gruppo. L'unità fu addestrata in diverse località degli Stati Uniti, principalmente nell'aerodromo di Greenville (Texas) (dal 30 novembre 1944) e di Pocatello (Idaho).
Durante l'addestramento due piloti morirono in incidenti e 6 furono esclusi per ragioni mediche, quindi la squadra di combattimento fu integrata da 30 piloti.
Il 29 dicembre 1944, il Senato autorizzò il presidente a inviare truppe a combattere all'estero e si decise che le forze in addestramento negli Stati Uniti sarebbero diventate la Fuerza Aérea Expedicionaria Mexicana (FAEM), nella quale, con l'integrazione del Grupo de Perfeccionamento Aeronáutico, si sarebbe inquadrato lo Squadrone 201. Il suo comandante fu posto nel colonnello Antonio Cárdenas Rodríguez. Esso fu assegnato al fronte del Pacifico e fu incorniciato come unità all'interno della USAAF, sebbene con il proprio comando e bandiera (l'emblema principale dell'Aeronautica messicana è un logo formato da tre triangoli equilateri concentrici invertiti, con i colori rosso, bianco e verde, dall'esterno al centro), ma gli emblemi ufficiali dell'USAAF, usati anche per evitare eventuali fuochi amici. Il nome di battaglia dello Squadrone 201 era quello di Águilas Aztecas (Aquile Azteche).
Prima di partire per le Filippine, gli uomini ricevettero ulteriori istruzioni ed esami fisici a Camp Stoneman a Pittsburg in California nel marzo 1945. Essi partirono per le Filippine sulla nave da trasporto SS Fairisle il 27 marzo. Lo Squadrone arrivò a Manila il 30 aprile e fu assegnato al Fifth Air Force collegato al 58th Fighter Group, con base a Porac, Pampanga, nel complesso di Clark Field, sull'isola di Luzon.

## Operazioni di combattimento
A partire dal giugno 1945, lo Squadrone 201 inizialmente effettuava missioni insieme al 310º Squadrone di caccia dell'AFAF, spesso due volte al giorno, usando aerei in prestito dall'USAAF. Infine, a luglio sono stati ricevuti 25 nuovi aeromobili P-47D-30-RA Thunderbolt, contrassegnati con le insegne di USAAF e FAEM. La loro base fu stabilita a Porac, Pampanga, nel complesso di Clark Field sull'isola di Luzon. L'unità effettuò più di 95 missioni di combattimento, per un totale di oltre 1.900 ore di volo. Partecipò allo sforzo alleato di bombardare Luzon e Formosa per espellere i giapponesi da quelle isole. Durante il combattimento nelle Filippine, cinque piloti dello squadrone morirono (uno fu abbattuto, un altro si schiantò in combattimento e tre rimasero senza carburante durante le missioni e morirono in mare), e altri tre morirono in incidenti durante l'allenamento.
Tra le missioni svolte dallo squadrone c'erano 53 missioni di supporto a terra volate a supporto della 25th Infantry Division dell'esercito degli Stati Uniti, insieme all'esercito filippino del Commonwealth delle Filippine, unità di polizia e guerriglieri filippini nella valle di Cagayan tra il 4 giugno e il 4 luglio 1945; 37 missioni di addestramento svolte dal 14 al 21 luglio 1945 (comprese le missioni di supporto ai traghetti per l'isola di Biak, Nuova Guinea); quattro combattimenti su Formosa dal 6 al 9 luglio 1945 e una missione di bombardamento subacqueo contro il porto di Karenko, Formosa, l'8 agosto.
Quando lo Squadrone 201 era di stanza nelle Filippine, non aveva piloti sostitutivi a sua disposizione, ma le loro perdite non ne ostacolarono l'efficacia. Quando il 58º gruppo di caccia USAAF lasciò le Filippine per Okinawa il 10 luglio, i messicani furono lasciati indietro. Effettuarono la loro ultima missione di combattimento come uno squadrone completo il 26 agosto in una missione di scorta di convogli nelle Filippine settentrionali. Non solo i piloti si sono impegnati in combattimenti, ma anche alcuni membri del personale di terra dello squadrone che incontrarono truppe giapponesi contro le quali spararono e persino presero prigionieri. La Squadrone 201 ha il merito di aver eliminato quasi 30 000 soldati giapponesi (sebbene alcune fonti forniscano cifre più basse) e di aver distrutto edifici, veicoli, carri armati, cannoni antiaerei, nidi di mitragliatrici e depositi di munizioni.
Lo Squadrone 201 tornò a Città del Messico il 18 novembre 1945 in una parata militare in Plaza de la Constitución e la successiva consegna della bandiera al presidente Manuel Ávila Camacho. La FAEM fu sciolta al suo ritorno dalle Filippine.
Lo Squadrone fu elogiato dal generale Douglas MacArthur, capo delle forze alleate nel Sud Pacifico.

## Ritorno in Messico
Prima di tornare in Messico, il 25 settembre, i membri della FAEM svelarono un monumento ai loro compagni caduti; Il monumento fu progettato dal pilota Miguel Moreno Arreola e fu costruito con l'aiuto di 10 elementi dello Squadrone. L'aquila che sovrasta il monumento fu realizzata dallo scultore filippino Guillermo Tolentino (1890–1976).
Il 12 ottobre lo Squadrone consegnò i suoi aerei al "Grupo de Servicios Aéreos 45" e iniziò i preparativi per un ritorno in Messico. I membri della FAEM salirono a bordo della nave Sea Marlin il 23 ottobre , arrivando il 13 novembre a San Pedro, in California, anche se i primi ad arrivare in America furono il colonnello Antonio Cárdenas Rodríguez, il tenente Amadeo Castro Almanza, il secondo tenente Guillermo García Ramos e il secondo tenente José Luís Pratt Ramos, che viaggiò in aereo dopo essersi incontrato a Tokyo con il generale MacArthur per ringraziarli per la collaborazione con la FAEM.
Economicamente, le prestazioni del Messico nella seconda guerra mondiale costarono al paese circa tre milioni di dollari. Far parte del blocco alleato fece apparire il Messico tra le nazioni vittoriose della seconda guerra mondiale.

## Riconoscimenti
I membri della Fuerza Aérea Expedicionaria Mexicana furono promossi al livello superiore e ricevettero la medaglia dell'Estremo Oriente, la Legione d'Onore del Messico, la medaglia della liberazione della Repubblica filippina con un badge di raccomandazione presidenziale e varie decorazioni statunitensi come American Campaign, Asiatic-Pacific Campaign e Victory in World War II. I piloti hanno anche ricevuto la medaglia aerea e il colonnello Cárdenas Rodríguez e il capitano Gaxiola Andrade la Legion of Merit.
Il 22 novembre 2004 lo Squadrone 201 è stato insignito della Legione d'Onore delle Filippine con il grado di legionario dal presidente Gloria Macapagal-Arroyo.
Molti membri sono passati con successo ad altre carriere della vita, alcuni come leader dell'aviazione civile o dell'esercito messicano, altri come uomini d'affari, educatori e ingegneri; cinque dei piloti divennero generali dell'aeronautica messicana.
In Messico sono stati eretti monumenti (come la Tribuna Monumental situato a Chapultepec) e strade, quartieri, quartieri e scuole sono stati nominati in onore dello Squadrone 201; anche una stazione della metropolitana di Città del Messico prende il nome da esso.
Inoltre, nel bosco di Chapultepec a Città del Messico, c'è il mausoleo che commemora lo Squadrone e ci sono i corpi mortali del secondo tenente PA Mario López Portillo e del tenente PA José Espinoza Fuentes, dopo essere stati trasferiti dal Pantheon Dolores, vicino al monumento ai "Niños Héroes". Esiste anche il quartiere "Escuadrón 201" nella delegazione Iztapalapa, dove si trova un monumento commemorativo.
A Tuxpan, Veracruz c'è una strada che prende il nome dal secondo tenente Fausto Vega Santander, eroe dello squadrone aereo, ucciso in combattimento il 1º giugno 1945.
Prima che l'età avanzata dei veterani dello Squadrone 201 lo impedisse, ogni 18 novembre c'era un tributo faccia a faccia ai sopravvissuti nel parco centrale della colonia che porta il suo nome, in cui varie scuole del corso partecipavano a una parata memoriale. Varie associazioni di veterani di diverse guerre degli Stati Uniti e di altre parti del mondo sono state invitate a questo tributo.